# Pronto卡
Pronto是美國加利福尼亞州聖迭戈縣第二代的非接觸式智能卡，用於公共交通領域。系統由聖迭戈政府協會管理，由INIT系統營運，並在聖迭戈都會運輸系統以及北縣交通區的路線有效。Pronto卡於2021年9月1日推出，取代第一代的指南通。Pronto卡的推出意味著在所有交通車站都要安裝新的車費器。Pronto卡也是加利福尼亞州在新冠疫情期間推出的首張非接觸式智能卡。